# Atac del palau presidencial de L'Havana
L'atac del palau presidencial de l'Havana va ser un atac armat fallit perpetrat per les forces opositores al règim de Batista. L'atac va començar cap a les 15.30 hores del 13 de març de 1957, i va ser dut a terme pel grup d'oposició estudiantil Directorio Revolucionario Estudiantil (DRE). Aquesta acció tenia l'objectiu de matar Fulgencio Batista, però no va tenir èxit. Segons un dels membres fundadors del grup, Faure Chomón, seguien l'estratègia de golpeando arriba i pretenien enderrocar el govern assassinant el president cubà.
El mateix dia es va produir un atac similar a Radio Reloj de l'edifici Radiocentro CMQ, també a L'Havana. El pla era anunciar la mort de Batista a través de Radio Reloj, tot i que aquest atac també va fracassar.

## L'atac
El pla d'atac, segons explicava Faure Chaumón Mediavilla, era assaltar el Palau Presidencial amb l'acció d'un comando de cinquanta homes i, simultàniament, donar suport a l'operació d'un centenar d'homes que ocupaven l'emissora Radio Reloj a l'edifici Radiocentro CMQ per anunciar la mort de Batista. L'atac al palau havia de suposar l'eliminació de Fulgencio Batista, i la presa de Radio Reloj havia de servir per anunciar la mort de Batista i convocar una vaga general per incitar el poble de l'Havana a unir-se a la revolució.

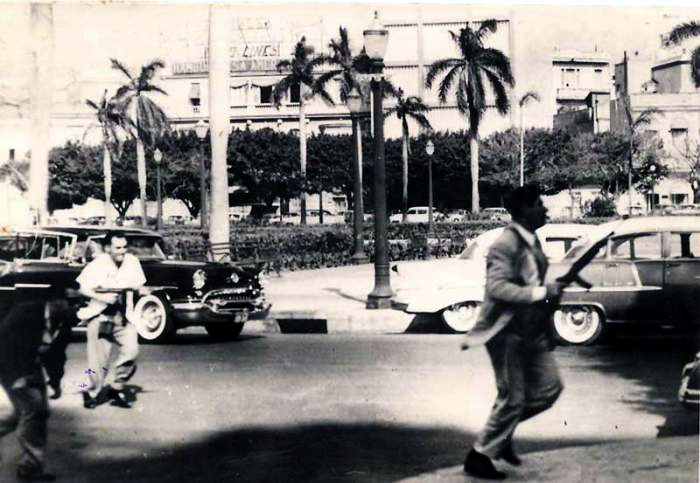
Militants armats avancen pels carrers durant l'atac al palau presidencial.

### Atac al palau presidencial
La principal força d'assalt havia de comptar amb el suport d'un grup de 100 homes armats que ocuparien els edificis més alts dels voltants del Palau Presidencial (la Tabacalera, l'Hotel Sevilla, el Palau de Belles Arts) i, des d'aquestes posicions, donaran suport a la força principal. Tanmateix, aquesta operació secundària de suport no es va dur a terme ja que els militants destinats a capturar els edificis van dubtar i no van arribar.
Els atacants parlaven en codi durant els preparatius per frustrar una possible infiltració o una divulgació de l'atac. S'havia acordat des del principi que es referirien al palau com "la casa de los tres quilos".
Tot i que els atacants van arribar fins al tercer pis del palau, no van localitzar a Batista.

### Atac a Radio Reloj

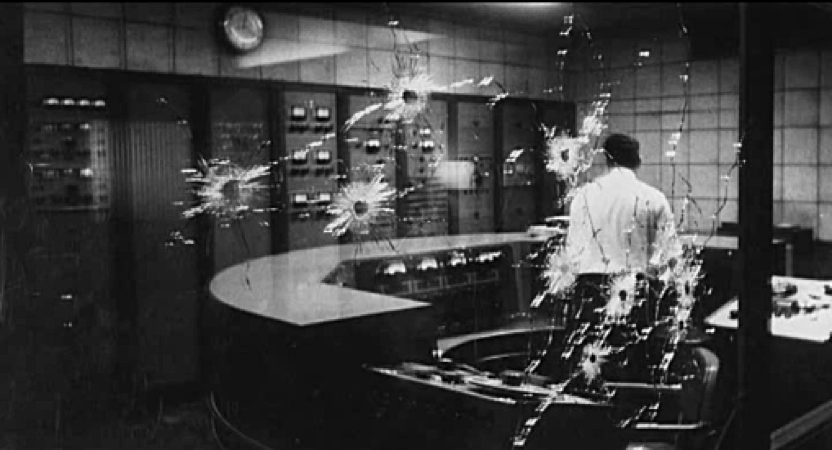
La cabina de Radio Reloj amb forats de bala després de l'atac.

L'atac a Radio Reloj, ubicada a l'Edifici Radiocentro CMQ dels carrer 23 i L del Vedado, va ser liderat per José Antonio Echeverría que anava acompanyat, entre d'altres, per Fructuoso Rodríguez, Joe Westbrook, Raúl Diaz Argüelles i Julio García Olivera. El grup va sortir del soterrani d'una casa situada al carrer 19, entre els carrers B i C, cap a l'edifici Radiocentro CMQ en tres automòbils, inclòs un camió de repartiment. A les 15:21 del 13 de març de 1957, Echevarría va arribar a Radio Reloj i, després de ser anunciat, va llegir un comunicat preparat on anunciava la mort de Batista, tot i que en realitat finalment no s'havia produït.
| «                          | Poble de Cuba, en aquests moments s'acaba d'ajusticiar revolucionàriament al dictador Fulgencio Batista. Al seu propi cau del Palau Presidencial, el poble de Cuba hi ha anat a retre comptes. I som nosaltres, el Directori Revolucionari, qui en nom de la Revolució Cubana ha donat el cop de gràcia a aquest règim d'oprobi. Cubans que m'esteu escoltant. Acaba de ser eliminat... | » |
| — José Antonio Echeverría, | |   |

L'operació va fracassar, Batista mai va ser assassinat i les tropes que custodiaven la torre de transmissió de Radio Reloj a Arroyo Arenas van tombar la transmissió. José Antonio Echevarría va ser assassinat el mateix dia per la policia a la cantonada dels carrers 27 de novembre i L, quan tornava a la universitat.

### Víctimes
20 dels 100 membres de la guàrdia presidencial de Batista van morir en la defensa del palau. 42 persones finalment van participar en l'atac contra el Palau; 34 eren del Partit Autèntic, i la resta eren del Directori d'Estudiants.

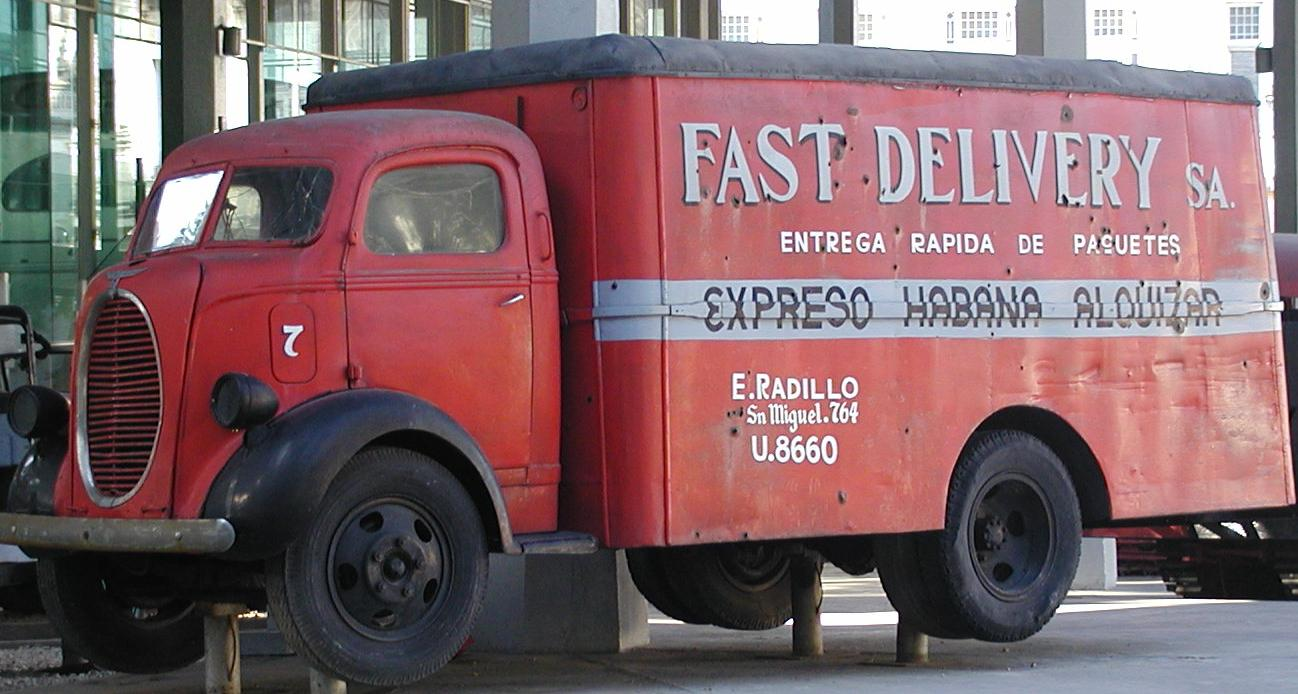
El camió de repartiment utilitzat pels atacants.

Al Palau Presidencial hi van morir Menelao Mora Morales, de 52 anys, Carlos Gutíerrez Menoyo (germà d'Eloy Gutiérrez Menoyo), de 34 anys, José Luis Gómez Wangüemert, de 31 anys, José Briñas Garcia, de 26 anys, Ubaldo (Waldo) Diaz Fuentes, de 28 anys, Abelardo Rodriguez Mederos, de 30 anys (conductor d'un dels cotxes), José Castellanos Valdes, (àlies "Ventrecha"), 35 anys, Evelio Prieto Guillaume, 33 anys, Adolfo Delgado, Eduardo Panizo Bustos, 32 anys, Pedro Esperon, 45 anys, Reinaldo León Llera, 39 anys, Norberto Hernández Nodal, 45 anys, Pedro Nulasco Monzón, 30 anys, Pedro Tellez Valdes, 37 anys, Mario Casañas Díaz, 28 anys, Asterlo Enls Masa de Armas, 25 anys, Gerardo Medina Candentey, Carlos Manuel Pérez Domingues, 45 anys, Angel Salvador González González, 54 anys, Adolfo Raúl Delgado Rodriguez, 29 anys, Ramón Alraro Betancourt, 36 anys, Celestino Pacheco, Eduardo Domingues Aguilar, 50 anys, Pedro Zayden Rivera, 25 anys, Luis Felipe Almeida Hernandez, 35 anys, José Hernández, Salvador Alfaro i Ormani Arenado Llonch.
A Radio Reloj van morir-hi José Azef, Aestor Bombino, José Antonio Echevarria, Otto Hernandez i Pedro Martinez Brito.
Van sobreviure a l'atac Angel Eros, Amador Silveriño (conductor del camió "Fast Delivery"), Orlando Manrique, Orlando Lamadrid Velazco, Sergio Pereda Velazco, Santiago Agüero, Manuel Toranzo, Ricardo Olmedo (ferit durant l'atac; posteriorment afusellat per intentar matar a Fidel Castro), de 40 anys, Faure Chomón, Antonio Castell Valdes, Juan Gualberto Valdes, José M. Olivera, Marcos Leonel Remigio González, Juan José Alfonso Zuñiga, Evelio Álvarez i Luís Goicochea.

## Conseqüències
El jutjat d'urgència de L'Havana va anunciar que hi hauria un judici el 5 d'abril de 1957 per als acusats dels atemptats del 13 de març. Dues persones estaven detingudes per a ser jutjats: Orlando Olmedo Moreno, ferit durant l'atac, i Efrain Alfonso Liriano. Tots els altres relacionats amb l'atac van escapar o van ser assassinats.

### Acte de reparació pública

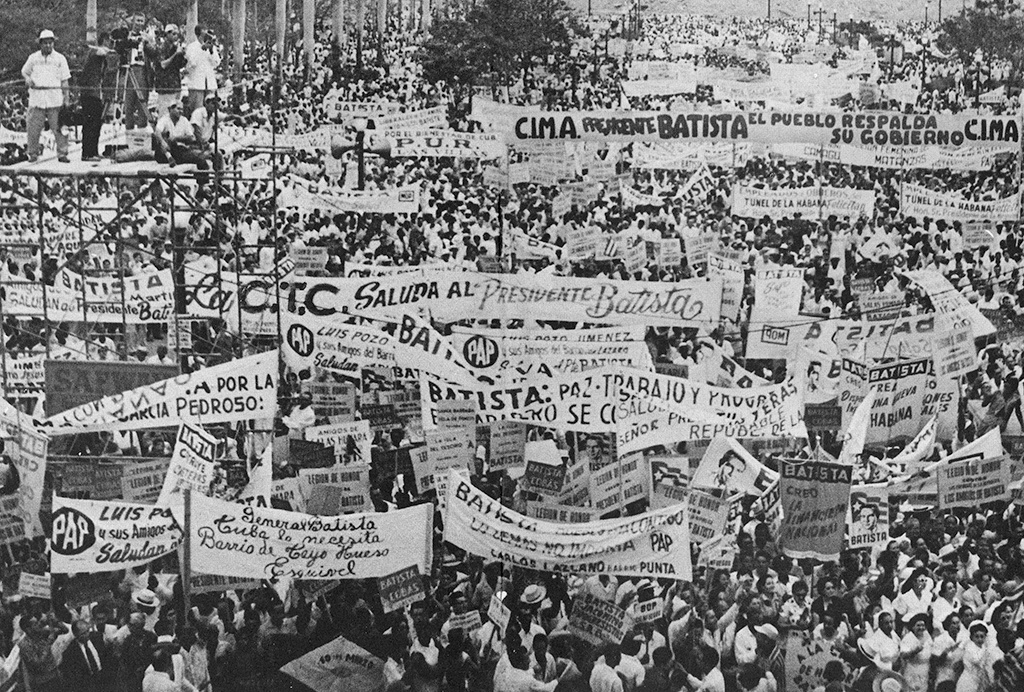
Seguidors de Batista donant el seu suport en l'acte públic de reparació del 7 d'abril.

El 7 d'abril de 1957 va tenir lloc l'acte públic de reparació del poble de L'Havana per l'atac del 13 de març al Palau Presidencial. Es va informar que hi havien assistir més de 250.000 persones.

### Golpeando Arriba
El 22 de gener de 1959, Fidel Castro explicava als periodistes reunits a la Sala Copa de l'hotel Riviera de L'Havana, entre altres temes, que golpear arriba era un dels "conceptes falsos sobre la revolució" perquè "la tirania no és un home; la tirania és un sistema (...) No vam ser mai partidaris del tiranicidi ni dels cops d'estat militars, [que tendien] a inculcar al poble un complex d'impotència" Uns mesos abans Castro havia recriminat també a Guevara per haver signat el "Pacto del Pedrero" amb Rolando Cubela, tinent de Chomón a la guerrilla DR-13-3 a les muntanyes d'Escambray. La carta està datada a Palma Soriano el 26 de desembre de 1958; una part diu:
| «                   | Comets un greu error polític en compartir la teva autoritat, el teu prestigi i la teva força amb la Directori Revolucionari. No té sentit aixecar un grup reduït del qual en coneixem tan bé les intencions i les ambicions, i que en el futur serà una font de problemes. | » |
| — Fidel Castro Ruz, | |   |

### Massacre de Humboldt 7
El fracàs dels atacs va provocar una repressió policial generalitzada contra els militants anti-Batista, sovint implicant assassinats extrajudicials de revolucionaris, independentment de si estaven armats o lluitaven. El 20 d'abril de 1957, quatre revolucionaris del DRE desarmats que havien estat involucrats en l'atac van ser assassinats a trets per la policia de l'Havana mentre intentaven fugir del seu apartament durant una incursió. L'esdeveniment va provocar crítiques generalitzades a la policia i, després de la revolució, va tenir com a resultat la detenció i l'execució d'un altre revolucionari que havia traït els quatre homes.